# Alianza para el Cambio
Alianza para el Cambio fue una coalición de partidos políticos que aprobó el Consejo Estatal Electoral de Nayarit, para su participación en el proceso electoral local de 1999. Esta coalición, se integraba de los siguientes partidos políticos:
- Partido Acción Nacional
- Partido de la Revolución Democrática
- Partido del Trabajo
- Partido de la Revolución Socialista

Obtuvo la gubernatura del Estado de Nayarit, y un gran número de diputados locales y presidentes municipales. Una vez culminado el Proceso Electoral Local de Nayarit de 1999, desapareció.